# 1571 w polityce
Wydarzenia polityczne w 1571 roku.
- 19 stycznia - sprzymierzeni z Turkami korsarze algierscy dowodzeni przez Ułudż Alego zdobywają Tunis[1].
- 20 maja - w Rzymie pomiędzy Hiszpanią, Państwem Kościelnym, Republiką Wenecką i Geuą zawarta zostaje Liga Święta do walki z Imperium Osmańskim oraz Algierowi, Tunisowi i Trypolisowi: sojusznicy ustalają, że pod jednej trzeciej kosztów wojny poniosą papiestwo, Hiszpania i Wenecja oraz dzielą strefy wpływów na Morzu Śródziemnym po zwycięskiej wojnie[2].
- 5 sierpnia - V wojna wenecko-turecka: upadek Famagusty, ostatniej chrześcijańskiej twierdzy na Cyprze[3].

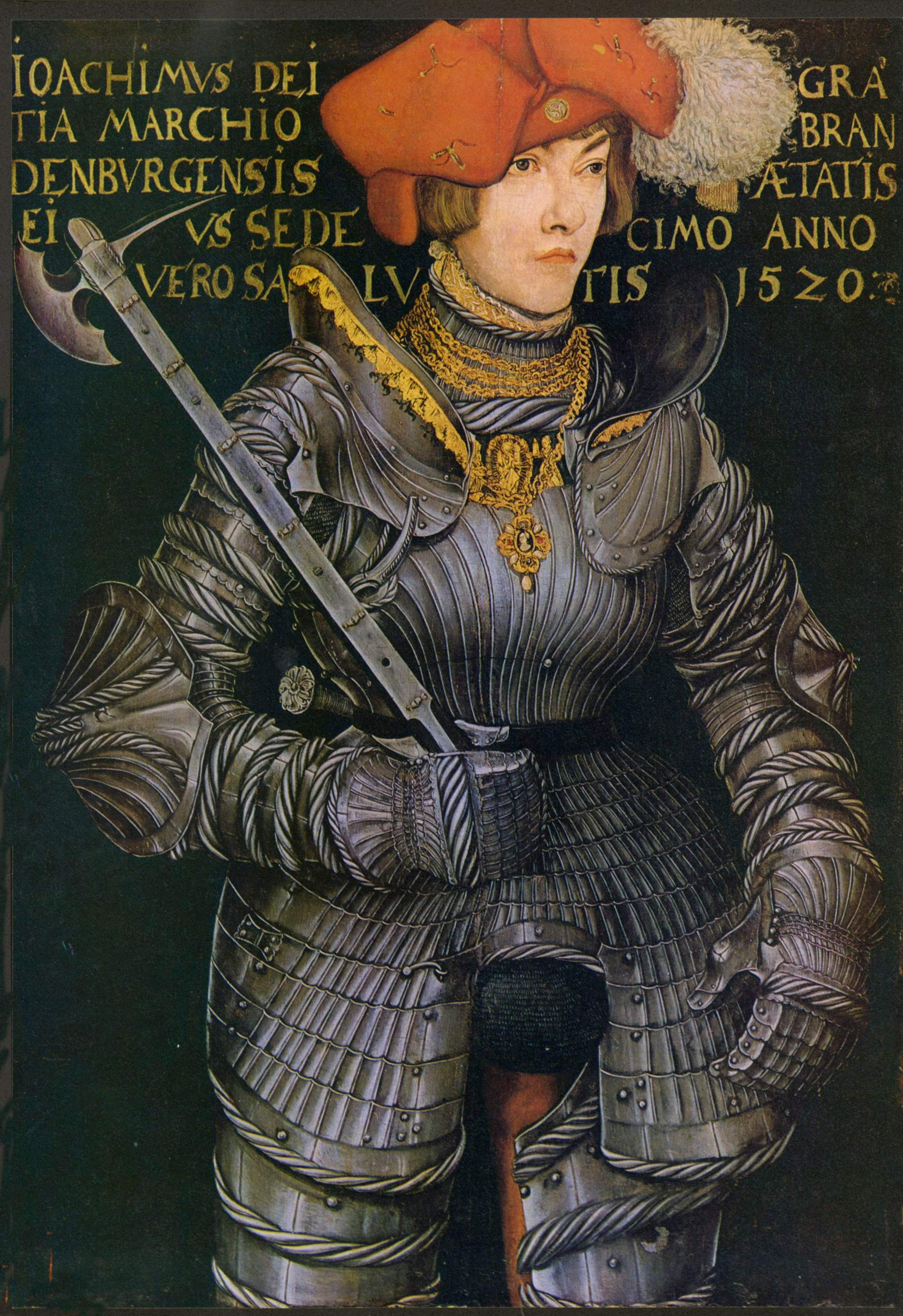
Joachim II Hektor

## Zmarli
- 3 stycznia Joachim II Hektor, elektor brandenburski[4].
- 12 maja Roman Sanguszko, hetman litewski[5][6].